# Відкритий чемпіонат Франції з тенісу 2010
Відкритий чемпіонат Франції з тенісу 2010 (відомий також як Ролан Гаррос на честь знаменитого французького авіатора) — тенісний турнір, що проводився на відкритому повітрі на ґрунтових кортах. Це був 109 Відкритий чемпіонат Франції, другий турнір Великого шолома в календарному році. Турнір проходив на Стад Ролан Гаррос У Парижі з 23 травня по 6 червня 2010 року.
Свої титули в одиночному розряді захищали Роджер Федерер та Світлана Кузнецова. Федерер програв у чвертьфіналі Робіну Седерлінгу, а Кузнєцова — у третьому колі Марії Кириленко.

## Результати фінальних матчів

### Дорослі
| Одиночний розряд. Чоловіки (Докладніше) |                                |                       |
| Рафаель Надаль | Робін Седерлінг                | 6–4, 6–2, 6–4         |
| Надаль виграв Ролан-Гаррос уп'яте за шість років. Він удруге здобув титул французького чемпіона, не програвши жодного сета. Загалом це для нього сьомий титул Великого шолома. У поточному році ця перемога 4-та, а за кар'єру — 40-ва. Вона позволила йому повернутися на першу сходинку світового рейтингу. Перемога знаменна ще й тим, що він першим у історії здобув ґрунтовий шолом — виграв турніри у Монте-Карло, Римі, Мадриді й у Парижі в одному календарному році. |                                |                       |
| Одиночний розряд. Жінки |                                |                       |
| Франческа Ск'явоне | Саманта Стосур                 | 6–4, 7–6(7–2)         |
| Для Ск'явоне це перший титул Великого шолома й загалом четверта перемога в турнінрах WTA в кар'єрі. |                                |                       |
| Парний розряд. Чоловіки (Докладніше) |                                |                       |
| Деніел Нестор Ненад Зімоньїч | Лукаш Длоуги Леандер Паес      | 7–5, 6–2              |
| |                                |                       |
| Парний розряд. Жінки |                                |                       |
| Серена Вільямс Вінус Вільямс | Квета Пешке Катарина Среботнік | 6-2, 6-3              |
| Сестри Вільямс виграли свій 12-ий парний турнір Великого шолома, удруге на Ролан-Гарросі. Вони стали володарками усіх титулів Великого шолома одночасно. Це для них другий парний золотий шолом за кар'єру. |                                |                       |
| Мікст |                                |                       |
| Катарина Среботнік Ненад Зімоньїч | Ярослава Шведова Юліан Кновле  | 4–6, 7–6(7–5), [11–9] |
| Среботнік та Зімоньїч виграли свій четвертий титул Великого шолома в міксті. |                                |                       |

### Юніори
| Одиночний розряд. Хлопці      |                                           |          |
| Агустін Велотті               | Андреа Колларіні                          | 6–4, 7–5 |
|                               |                                           |          |
| Одиночний розряд. Дівчата     |                                           |          |
| Еліна Світоліна               | Онс Жабер                                 | 6–2, 7–5 |
|                               |                                           |          |
| Парний розряд. Хлопці         |                                           |          |
| Дуйліо Беретта Роберто Квірос | Факундо Аргуельйо Агустін Велотті         | 6–3, 6–2 |
|                               |                                           |          |
| Парний розряд. Дівчата        |                                           |          |
| Тімеа Бабош Слоун Стівенс     | Лара Арруабаррена Марія Тереса Торро Флор | 6–2, 6–3 |
|                               |                                           |          |

## Виноски
1. ↑  Official Site of the French Open. Association of Tennis Professionals. Архів оригіналу за 27 травня 2010. Процитовано 22 квітня 2010.